# SMS Magdeburg
SMS Magdeburg byl lehký křižník stejnojmenné třídy německého císařského námořnictva účastnící se bojů první světové války.

## Služba
Na počátku války sloužil Magdeburg v Baltském loďstvu velkoadmirála prince Jindřicha Pruského.
První válečnou akcí byla ta z 2. srpna 1914, kdy Magdeburg spolu s SMS Augsburg měli za úkol ostřelovat ruský přístav Libavu a zaminovat jej spolu s ústím Rižského zálivu. Akce však nedopadla podle představ, neboť velitel operace (a také křižníku Augsburg) námořní kapitán Andreas Fischer se natolik obával případného torpédového útoku, že Libavu ostřeloval ze vzdálenosti 12 kilometrů, což byl maximální dostřel jejich 105mm děl. Navíc miny položil narychlo a nezaznamenal jejich polohu. Obě lodě se do přístavu v Kielu vrátily 4. srpna.
Podobný výsledek měla i operace obou křižníků z 9. až 13. srpna. Na nepřátelské síly narazil Magdeburg v akci ze 17. srpna, kdy spolu s Augsburgem, minonoskou SMS Deutschland a torpédoborci SMS V 26, SMS V 25 a SMS V 186 měl proniknout do Finského zálivu a naklást zde miny. Kolem 19. hodiny toho dne však severně od ostrova Osmussaar narazil německý svaz na ruské křižníky Gromoboj a Admiral Makarov. Němci se stáhli bez boje a minové pole raději položili před Finský záliv.
Další výpad proti ruskému pobřeží se uskutečnil dne 25. srpna, kdy se německý svaz (křižníky Augsburg, Magdeburg, torpédoborce V 26 a V 186) pokusil opět proniknout do Finského zálivu. Kvůli husté mlze ztratil Magdeburg kontakt s ostatními loděmi a druhého dne ráno (00.37) najel na útesy u ostrova Osmussaar. Na pomoc mu přispěchal V 26, avšak křižník se nepodařilo vyprostit. V 26 tak nabral alespoň větší část posádky, zatímco zbytek měl připravit vyhození lodě do vzduchu a přitom ještě ostřelovat ruské pozice na ostrově. Německá palba upozornila ruské síly, vyslané křižník najít a zničit, na jeho pozici. Rusové byli rozděleni do dvou skupin (torpédoborce Rjanyj a Lejtěnant Burakov v první a křižníky Bogatyr a Pallada v druhé), které ale o sobě navzájem nevěděly. Když obě dorazily na místo ztroskotání, považovaly tu druhou skupiny za německé lodě a zahájily palbu. Ta byla přerušena až po výměně poznávacích signálů a Rusové se tak mohli začít věnovat Magdeburgu. Ten se statečně bránil, ale proti přesile a navíc imobilizován se nemohl dlouho bránit. V 9 hodin ráno proto byl dán rozkaz k odpálení náloží. Výbuch rozerval celou příď. Němci se pak vzdali, v boji jich padlo 15, do zajetí se dostalo 55.
Rusům se vrak nepodařilo vyprostit, ale z jeho trupu získali tajné dokumenty a mapy a dokonce šifrovací klíče a kódové knihy, což přispělo k rozlomení německého námořního kódu a dešifraci německých depeší.